# Näcken (skulptur)

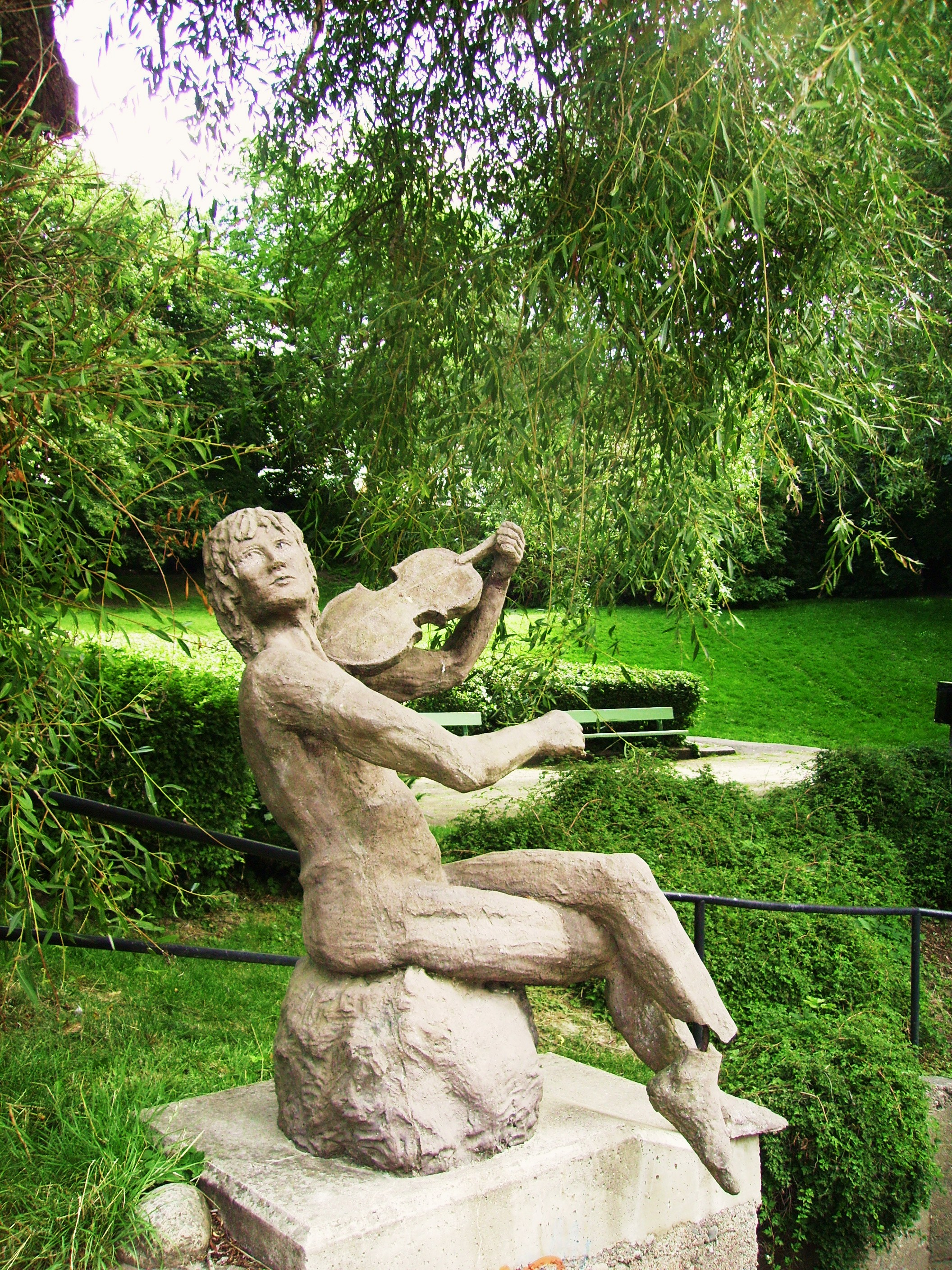
Näcken

Näcken är en skulptur av sten som står vid Nyköpingsån i Nyköping.
Den är utförd av konstnären Bernt Westlund. Näcken sitter vid den strida bullrande strömmen invid Storhusqvarn, Västra Kvarngatan 64.